# Нижняя Ольшанка
Нижняя Ольшанка — село в Пристенском районе Курской области России. Входит в состав Среднеольшанского сельсовета. Находится в 4 км . от с. Средняя Ольшанка и в 25 км . от п. Пристень . Расположено по двум берегам реки Ольшанка .
Данное поселение возникло  в середине 17 века после строительства города-крепости Обоянь . Иван Евстрафов сын Озеров недалеко от г. Обояни , на берегу реки Ольшанки вместе со товарищами ставят усадьбы и церковь во имя святого великомученика Дмитрия Солунского . К началу 18 века единый Дмитриевский стан разделяется на с. Верхняя Ольшанка - Журавка , с. Средняя Ольшанка - Дмитриевка и с. Нижняя Ольшанка - Купринка .Слово Купринка произошло от слова Куприк - мясистая задняя часть гусака ( то есть самая мясистая и вкусная часть ) , видимо настолько восхитились первые поселенцы землями своего села. И до сих пор с. Купринка - Н . Ольшанка является одним из самых живописных мест Пристенского района . В 1885 году в селе появилась церковь во имя святой Троицы . В  переписи 1886 года  сообщается , что в селе 71 двор , 342 мужчины и 368 женщин.  В селе никогда не было помещиков , но были усадьбы дворян .  
После 1917 года в селе разрушена церковь и созданы колхозы . В селе Нижняя Ольшанка образован сельсовет . В селе появилась школа , почта , магазин , сельский дом культуры и библиотека . Во время Великой отечественной войны из села ушло много мужчин , село оказалось недалеко от центра Прохоровского сражения . В 1956 году село вошло в Среднеольшанский сельсовет . В 1968 году в селе появилось электричество .
Коренными фамилиями являются Безчастные, Бекетовы, Горяиновы, Дроновы, Звягинцевы, Иевлевы, Казариновы, Лапины, Макаровы, Монасиковы, Прохоровы, Салтыковы, Сафоновы, Сонины, Токоревы, Фастовы, Филатовы, Шеповаловы и др.  В селе сохранилась название одного из мест по коренной фамилии - Горяинов куток .Сегодня в селе проживают 25  человек , в селе три улицы ( Ельниковская , Малиновская и Зелёная ) , раньше эти улицы назывались  иначе - Ельников хутор , Малиновка , Казиновка , Толкачёвка , Заречка и др.  

## География
Село находится в южной части Курской области, в лесостепной зоне, в пределах юго-западной части Среднерусской возвышенности, в лесостепной зоне, на берегах реки Ольшанки, на расстоянии примерно 13 километров (по прямой) к юго-западу от посёлка городского типа Пристень, административного центра района. Абсолютная высота — 179 метров над уровнем моря.
Климат
Климат характеризуется как умеренно континентальный. Среднегодовая температура составляет 5,3 °C. Нижняя температура воздуха самого тёплого месяца (июля) — 18,7-20 °C (абсолютный максимум — 40 °C); самого холодного (января) — −18,6 — −18,2 °C (абсолютный минимум — −36 °C). Безморозный период длится около 151 дня в году. Среднегодовое количество атмосферных осадков составляет 533 мм. Снежный покров образуется в конце ноября и держится в течение 120—130 дней в году.
Часовой пояс
Село Нижняя Ольшанка, как и вся Курская область, находится в часовой зоне МСК (московское время). Смещение применяемого времени относительно UTC составляет +3:00.

## Население
| 2002 | 2010 |
| ---- | ---- |
| 136  | ↘47  |

Половой состав
По данным Всероссийской переписи населения 2010 года в половой структуре населения мужчины составляли 51,1 %, женщины — соответственно 48,9 %.
Национальный состав
Согласно результатам переписи 2002 года, в национальной структуре населения русские составляли 99 % из 136 чел.